# Тыунн Прасит
Тыунн Прасит (3 февраля 1930, Пномпень — 21 июня 2006, Нью-Йорк) — камбоджийский революционер, дипломат, деятель режима Красных Кхмеров, посол Камбоджи (Коалиционного правительства Демократической Кампучии) в ООН (1979—1993).

## Биография
Тыунн Прасит родился 3 февраля 1930 года в Пномпене в семье фремеров. Учился в Париже, вступил в Компартию Кампучии. В конце 1975 года вернулся в Камбоджу, служил дипломатом, был послом Камбоджи в ООН с 1979 по 1993 год. Последние годы жил в Нью-Йорке.